# Austin Allegro
El Austin Allegro es un coche familiar pequeño fabricado por Austin entre 1973 y 1982. También se fabricó en Italia donde fue comercializado como Innocenti Regent entre los años 1974 y 1975. La producción total alcanzó la respetable cantidad 642.350 unidades durante sus casi diez años de vida, las que fueron vendidas, principalmente, en el Reino Unido

## Diseño
El Allegro es un diseño de Harris Mann destinado a reemplazar a los Austin 1100 y 1300 (ADO16) de Alec Issigonis, siendo con el Simca 1100 y el Alfa Romeo Alfasud uno de los primeros representantes del segmento C europeo, popularizado después por el Volkswagen Golf MK1. Como toda la producción de British Leyland, empresa resultante de la fusión de British Motor Holdings (BMC) y Leyland Motor Corporation (LMC), sufrió de la confusión entre marcas producto de la fusión.

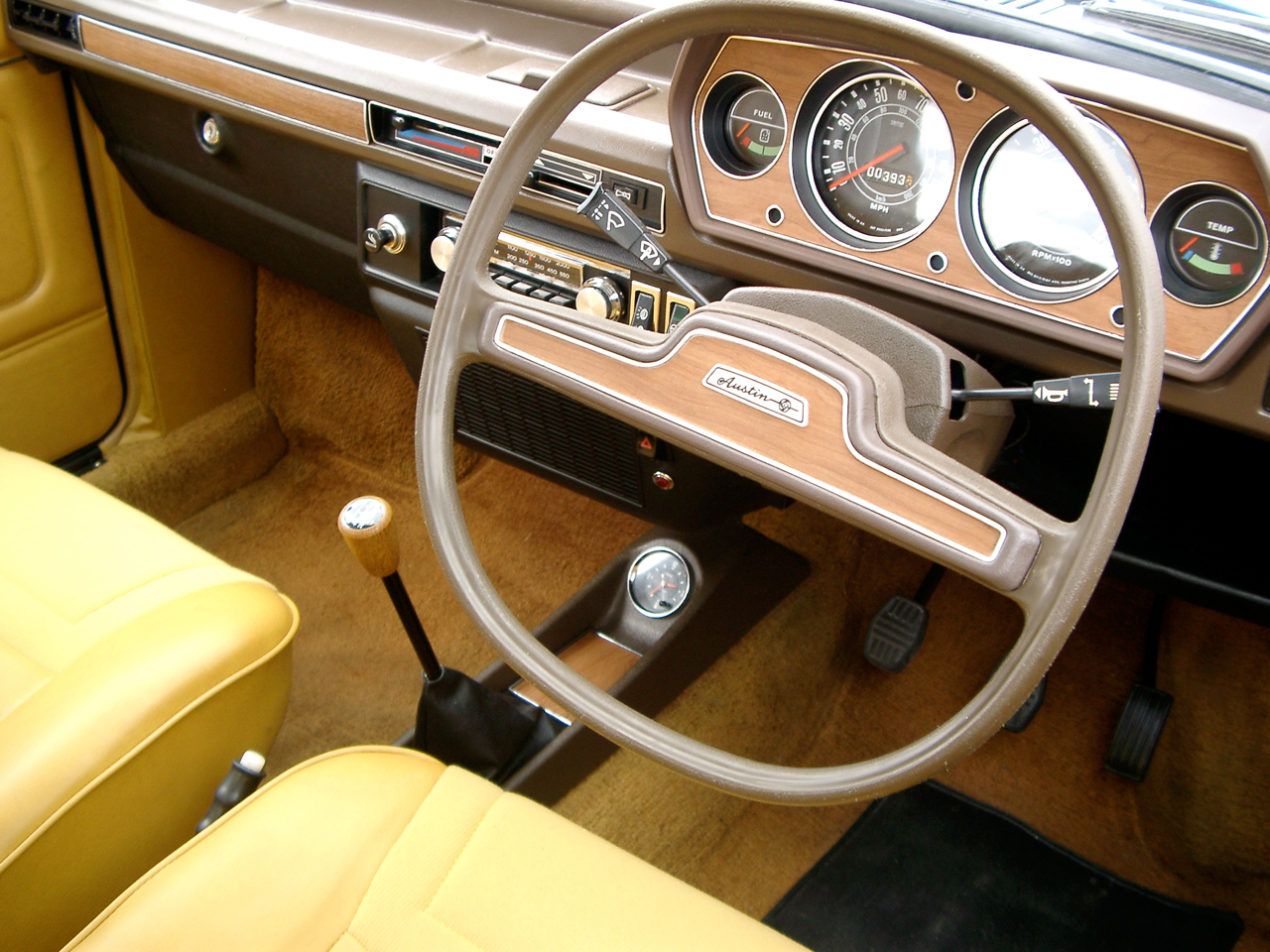
Interior original de un Allegro series 1 equipado con volante "cuártico"

Dentro del grupo se situó por debajo del Austin Maxi -diseñado por el propio Issigonis- y del Morris Marina, ambos a sus vez también sucesores de los Austin y Morris 1100 y 1300, con los que debía competir en precio y hueco en el mercado. Por esta razón renunció al práctico portón trasero -reservado al Austin Maxi- y compartió con el Marina elementos mecánicos en principio diseñados para mecánicas longitudinales, como el voluminoso sistema de calefacción que obligó a rediseñar el afilado morro del diseño original, estropeando la línea en cuña de Harris Mann.
A cambio, el Allegro disponía de carrocerías de 4, 2 y 3 puertas, este último un práctico station-wagon con portón posterior cuya línea no parecía guardar relación con el resto de la gama.
Estas características junto con sus líneas redondeadas -justo en contra de la moda imperante en los ´70- le valieron el sobrenombre de flying pig, -cerdito volante-. Una característica recordada del Allegro fue el famoso "quartic" steering wheel -volante de dirección "cuártico"- que era un volante de dirección cuadrado con las esquinas redondeadas para aumentar el espacio en las rodillas. Este diseño abandonado al poco de iniciarse la producción ha sido después utilizado por muchas marcas.
A diferencia de los modelos anteriores a la fusión de British Motors y Leyland no se comercializó como Morris -marca que se fue especializando gradualmente en vehículos asequibles de propulsión trasera-. Sí hubo en cambio una versión Vanden Plass, enfocada al lujo, que elevaba el precio hasta las 1.951 £, desde las poco más de 1.100 de las versiones básicas

## Técnica
El Allegro utilizó motores de la antigua serie "A" y de la nueva serie "E" (1.500 y 1.750 cc), todos con la particular disposición "in-sump" característica de BMC -caja de cambios, en este caso de cuatro velocidades, en el cárter compartiendo aceite con el motor-.
Otra característica propia de los BMC era el uso de suspensión hidroelástica. El Allegro estrenó la evolución del sistema denominada suspensión Hydragas, en la que como en el sistema hydrolastic tradicional, el fluido hidráulico empleado como amortiguador comprimía el resorte, en este caso nitrógeno contenido en una esfera, en lugar de un bloque de goma.

## Series
Hubo tres series del Allegro. La segunda serie, presentada en octubre de 1975 corrigió muchos de los defectos de juventud de los primeros Allegros, suponiendo sobre todo una mejora de calidad, incluía detalles cosméticos en la parrilla delantera, nuevas luces traseras y cambios interiores. El ´79 se presenta el Allegro-3 con los motores A-plus del Austin Metro y cambios cosméticos que incluyeron dobles luces redondas en las versiones HL y HLS.

## Trivia
La reputación de la primera serie, especialmente por problemas de corrosión, suspensión hydragas, consumo de aceite y acabado interior impidió renovar el favor del público. En el programa del Jeremy Clarkson The Clarkson´s Car Years se compara con el Morris Marina, concluyendo que fue "menos malo" que éste por ser un coche horrible de una manera más original que el Marina.

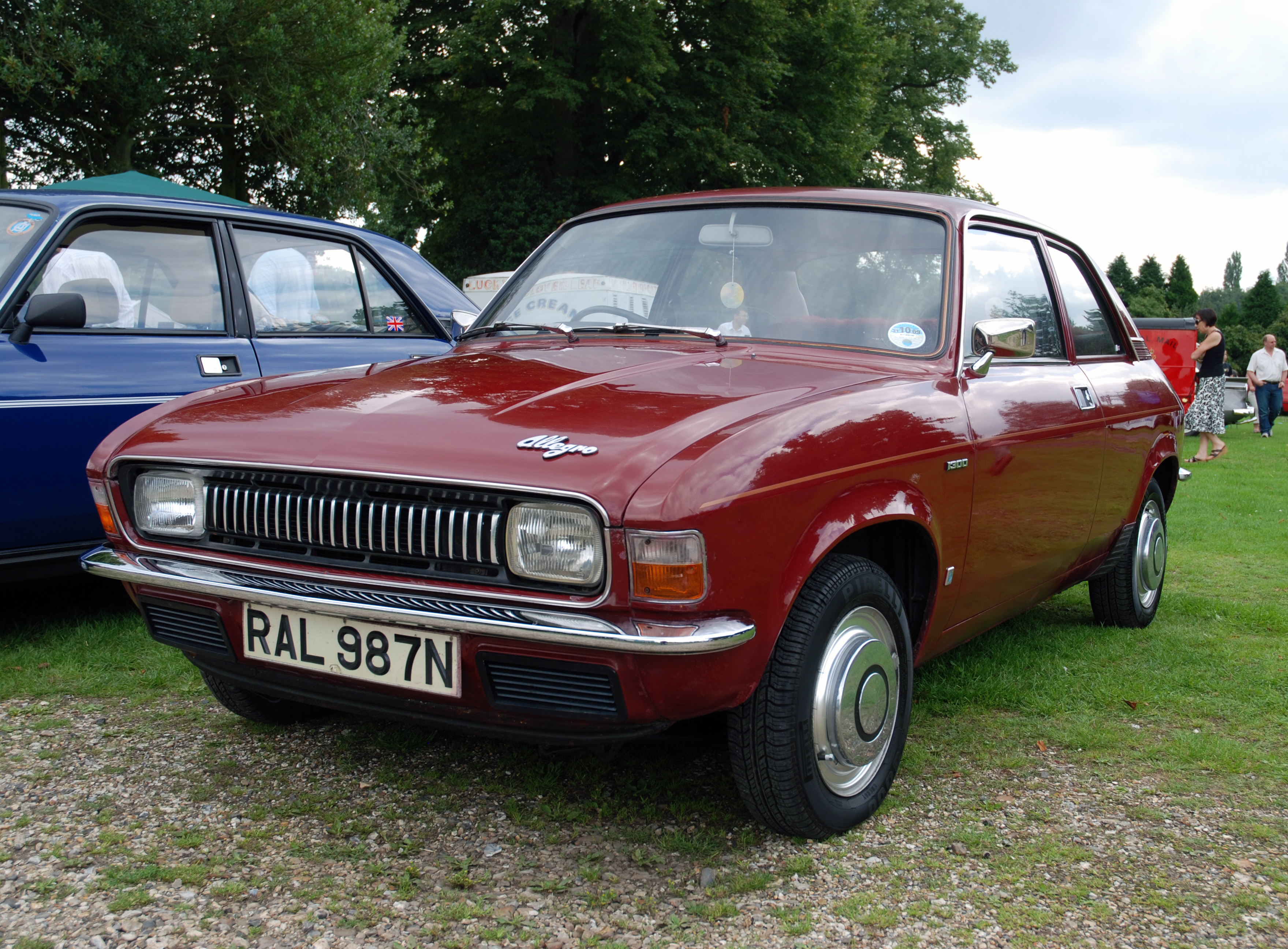
Allegro Mk-l
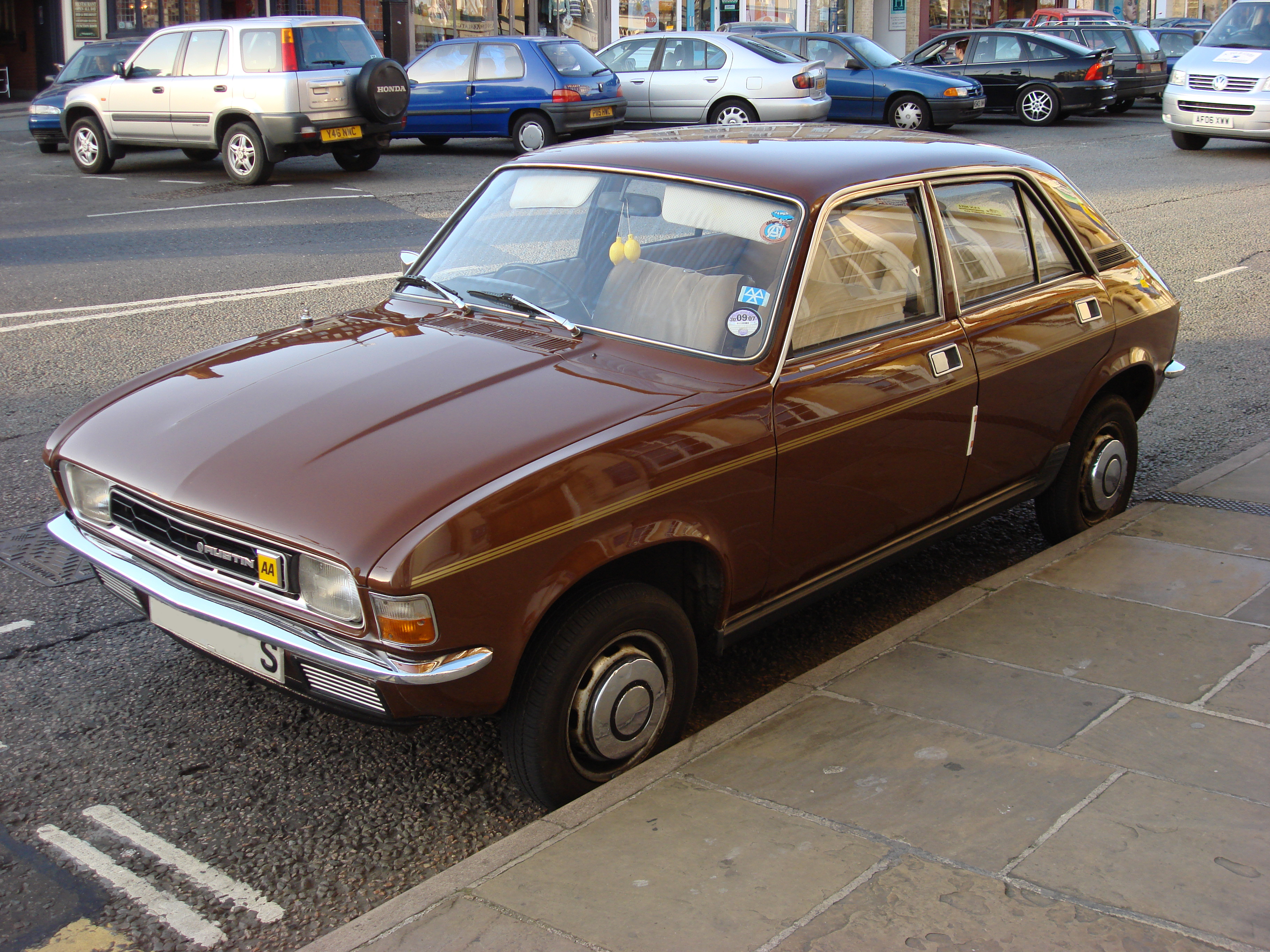
Austin Allegro Mk-2 Brown
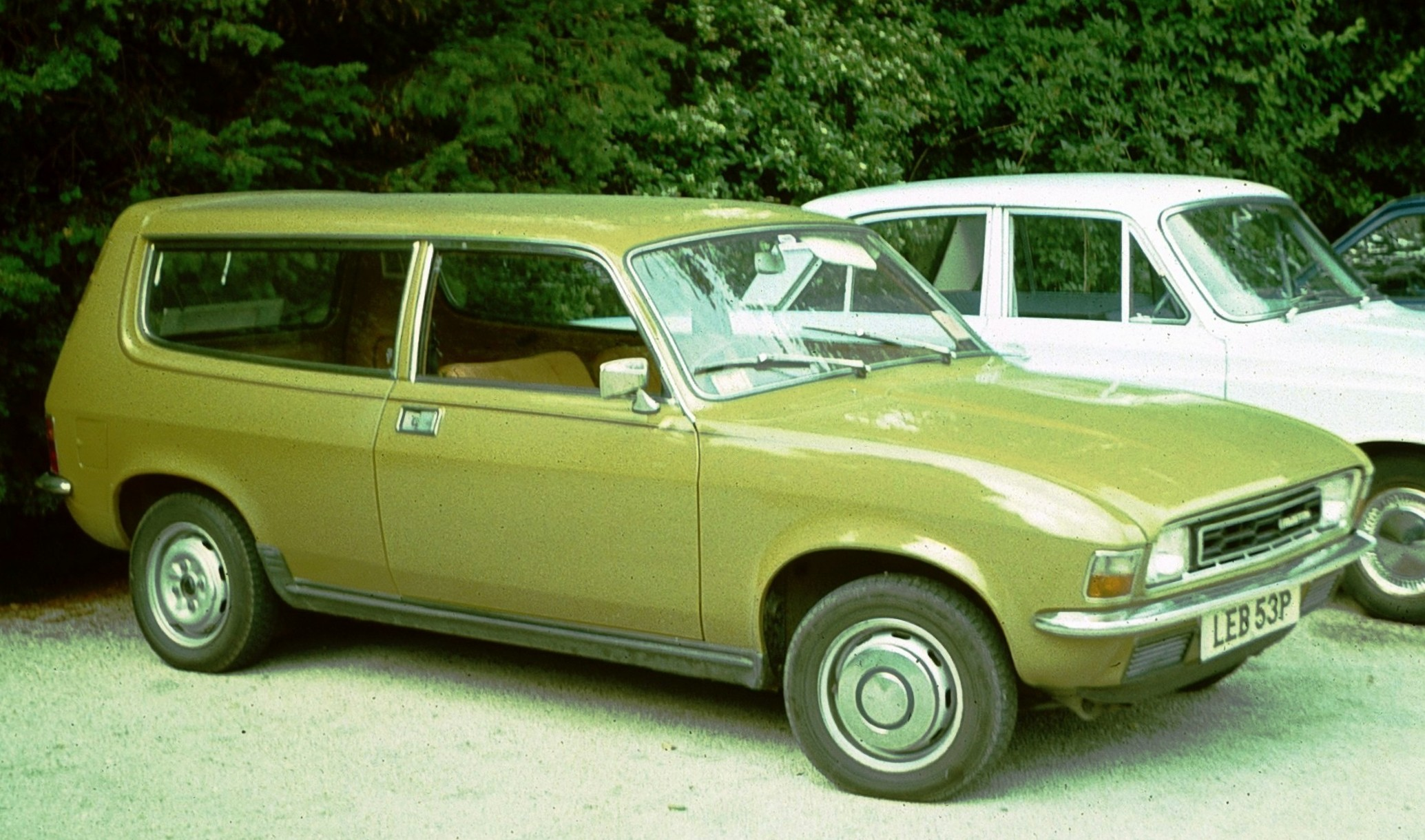
Austin Allegro Mk-2 Estate UK
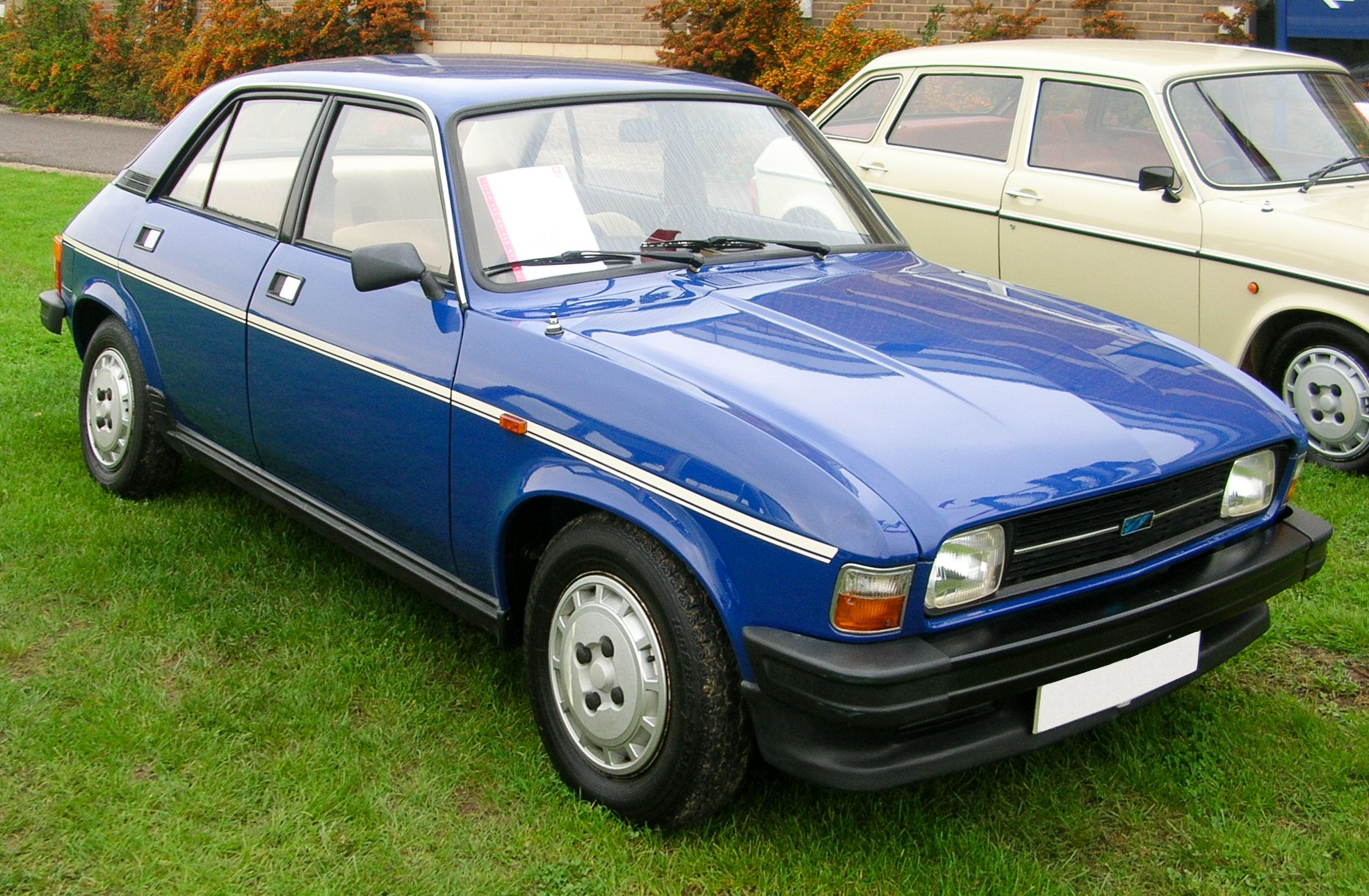
Austin Allegro-3 1.5HL 1982
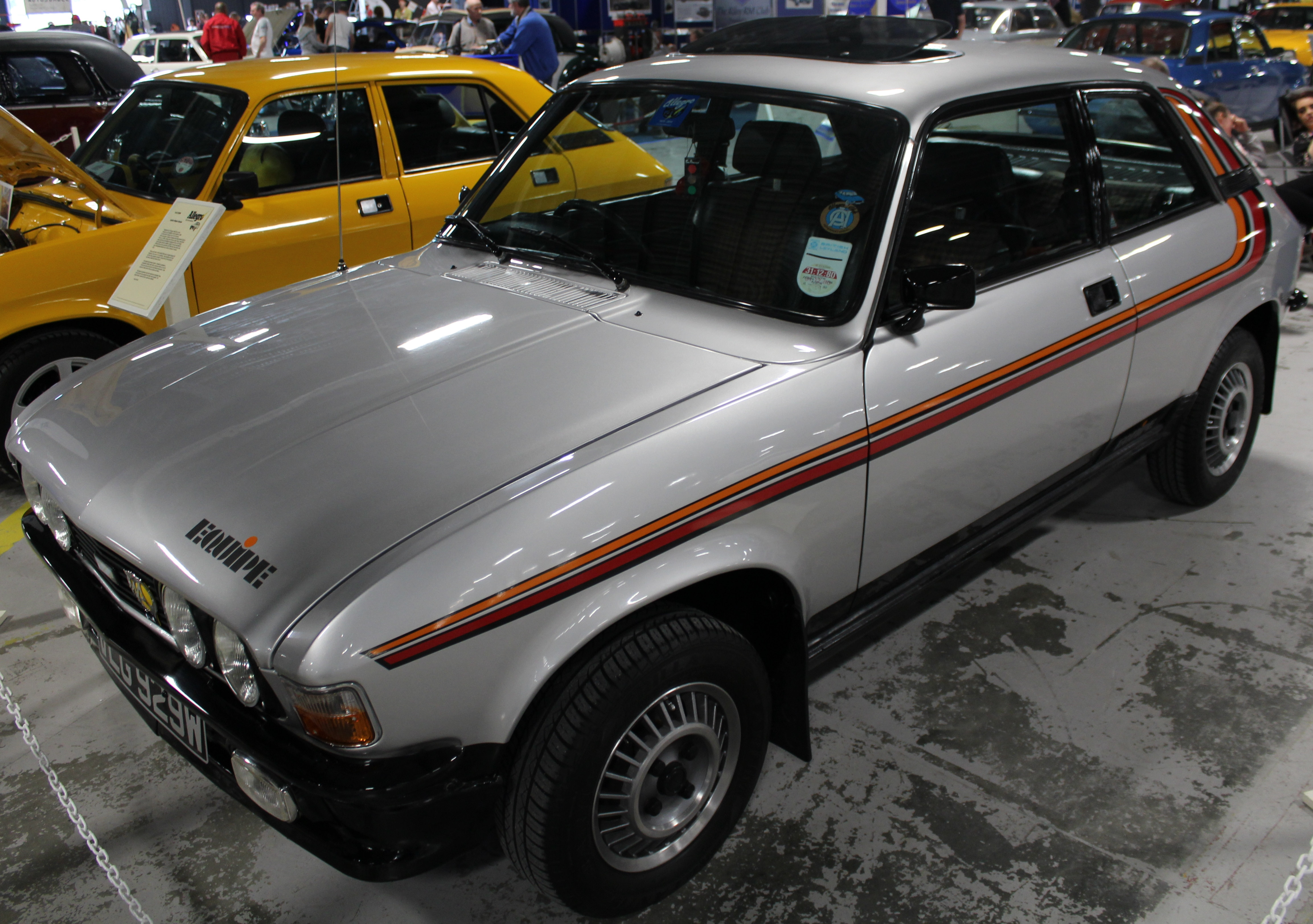
Austin Allegro-3 Equipe dos puertas

## Motores
- 1973@–75: 1,098 cc (67.0 cu en) Un-Series Directamente-4,
- 1975@–80: 1,098 cc (67.0 cu en) Un-Series Directamente-4,
- 1973@–80: 1,275 cc (77.8 cu en) Un-Series Directamente-4,
- 1980@–82: 998 cc
- 1980@–82: 1,275 cc (77.8 cu en) Un-Más Recto-4,
- 1973@–82: 1,485 cc (90.6 cu en) E-Series [
- 1973@–82: 1,748 cc (106.7 cu en) E-Series
- 1974@–?: 1,748 cc (106.7 cu en) E-gemelo de Series-carburetted Directamente-4, {